# Ahidname
Ahidnama (turško Ahidnâme iz arabskega dha, garancija in perzijskega nāme,  knjiga, dokument, v prostem prevodu garancijsko pismo) je bila osmanska listina, pogosto povezana s kapitulacijo. V zgodnjem sodobnem obdobju Osmanskega cesarstva so jo v imenovali  Ahidname-i-Humayun ali cesarsko jamstvo in je delovala kot uradni sporazum med cesarstvom in različnimi evropskimi državami.

## Zgodovinsko ozadje
Zgodovinsko ozadje ahidname še vedno ni povsem preučeno, znano pa je, da je bila pomemben element osmanske diplomacije, ker je določala vsebino sporazuma med dvema državama, običajno med Osmanski cesarstvom in eno od evropskih držav, na primer Beneško republiko.
V Benetkah so adhiname služile vzdrževanju političnih in komercialnih vezi z Osmanskim cesarstvom. Sporazumi so italijanskim trgovcem zagotavljali zaščito med njihovimi trgovskimi potovanji v Osmansko cesarstvo. Vsebovali so tudi  določeno raven fizične zaščite, na primer zdravniške oskrbe.  Benečani so se zelo dobro zavedali, da sta obseg in zaščita  njihovega trgovanja odvisna predvsem od dobrih odnosov z Osmanskim cesarstvom.
Beneška republika je do 16. stoletja vzdrževala miroljubne odnose z Osmanskim cesarstvom. Po letu 1453 in osvojitvi Konstantinopla je postalo Osmansko cesarstvo evropska velesila. To je hkrati pomenilo, da se je morala Beneška republika spretno izogibati vsem nesporazumom. Ahidname so postale uporabno orodje za komuniciranje med tema konkurenčnima silama.
Večina ahidnam med Osmanskim cesarstvom in Benetkami je bilo sestavljenih po vojnah med njima. Takšni sta bili na primer vojni, ki sta izbruhnili leta 1530 in 1540. Ostale ahidname so bile sestavljene s soglasjem obeh držav, da bi se izboljšali kakovost in zaščita poslovanja med državama.

## Struktura ahidname
Tipična osmanska ahidnama je bila razdeljena v več sklopov, sestavljenih iz več segmentov, imenovanih erkan. Različne ahidname so lahko imele različne erkane, vse pa so vsebovale uvodni protokol, glavno besedilo in zaključni protokol.
Uvodni protokol je običajno vseboval naslednje erkane: 
- Zaklinjanje, v katerem se je omenjalo božje ime.
- Intitulatio, v katerem je bilo omenjeno ime, uradni položaj in rang osebe, kateri je bil dokument namenjen.
- Inscriptio, v katerem je bil naslov osebe, kateri je bil dokument namenjen.
- Salutatio, ki je vseboval formalni pozdrav.

Ahidnama  se je nadaljevala z glavnim besedilom, ki je lahko vsebovalo naslednje erkane: 
- Expositio-narratio, ki je vseboval razlago, zakaj je bil dokument izdan, in podroben opis okoliščin in drugih pomembnih dogodkov.
- Dispositio, v katerem so bile podrobno opisane določbe.
- Sanctio, ki je potrdil dispositio in opisal sankcije, če bi se določila ahidname ne spoštovala; včasih je deloval kot prisega.
- Corroboratio je bila potrditev verodostojnosti dokumenta in je vsebovala pregled veljavnosti ahidname.
- Datatio, datum izdaje dokumenta prejemniku.
- Locatio, mesto izdaje dokumenta.
- Legitimatio, ponovna  overovitev dokumenta v drugačni obliki.

Overovitelja dokumenta sta bila sultan ali veliki vezir ali samo cesarski pečat. Ta del dokumenta je bil napisan nazadnje in je bil del zaključnega protokola. Pomembno je omeniti, da ahidname niso vedno strogo sledile omenjenemu protokolu.
Zgodovinar Daniel Goffman pravi, da so bile ahidmame sestavljene "po islamski, sultanski ali celo lokalni zakonodaji, če so za to obstajale utemeljene okoliščine."

## Seznam ahidnam Beneške republike
- (1403), Sulejman Çelebi
- (1403), Sulejman Çelebi
- (1411), Musa Çelebi
- (1419), Mehmed I.
- (1430), Murat II.
- (1446), Mehmed II.
- (1451), Mehmed II.
- (1454), Mehmed II.
- (1479), Mehmed II.
- (1482), Bajazid II.
- (1503), Bajazid II.
- (1513), Selim I.
- (1517), Selim I.
- (1521), Sulejman I.
- (1540), Sulejman I.
- (1567), Selim II.
- (1573), Selim II.
- (1575), Murat III.
- (1576), Murat III.
- (1595), Mehmed III.
- (1604), Ahmed I.
- (1619), Osman II.
- (1625), Murat IV.
- (1641), Ibrahim I.[10]

## Primeri
- Leta 1454 je Mehmed II. izročil konstantinopelskemu patriarhu novo ahidnamo za Grško pravoslavno cerkev in grško pravoslavno skupnost (millet).
- Leta 1458 je Osmansko cesarstvo vsililo ahidnamo Dubrovniški republiki, ki je bila zelo podobna eni od beneških. Mesto Dubrovnik se je moralo odpovedati svoji suverenosti, ker je postalo tributarna država Osmanskega cesarstva.
- 28. maja 1463 je sultan Mehmed II. izdal Milodraško ahidnamo, s katero je podelil posebne pravice bosanskim frančiškanom.
- Leta 1470 je Mehmed II. tudi  vladarjem Genovske republike izročil dokument, ki jim je zagotavljal svobodno poslovanje, če bodo redno plačevali davek Omanskemu cesarstvu.
- V 1620. letih je osmanska vlada izdala ahidnamo osmanskim katoliškim menihom, ki so prišli na Balkan, da bi zbrali prispevke katoliških vernikov.[11]

Milodraška ahidnama, znana tudi ko Fojniška Ahidnama, je ahidnama, ki jo je 28. maja 1463 osmanski sultan Mehmed II. Osvajalec izdal bosanskim frančiškanom katere je zastopal Anđeo Zvizdović.